# Jechaburg
Jechaburg ist ein Stadtteil von Sondershausen im Kyffhäuserkreis. Die älteste erhaltene Erwähnung der Ortschaft stammt vom 14. Juni 1004. Sie wurde 1950 eingemeindet.

## Geografische Lage
Das Dörfchen liegt am steilen Südhang des Frauenberges an der Hainleite, westlich von Sondershausen und dessen Ortsteil Stockhausen.

## Geschichte
Urkundliche Namensformen sind: Gigenburg, Jecheburc, Jecheburch, Jechenburgk und Jichenburg.
Der Name geht vermutlich auf die germanische Göttin Jecha zurück, der man einst wahrscheinlich eine Kultstätte auf dem Hochplateau des Frauenbergs errichtet hatte. Jecha war die besonders in Thüringen verehrte Göttin der Jagd (wortverwandt mit jagen; jach = schnell). Im Zusammenhang mit dem Namen steht auch eine Burganlage, die sich auf dem Berg befunden haben soll und vom König Ludwig III. um 878 neu gebaut oder restauriert worden war. Laut dem Heimatforscher Friedrich Apfelstedt könnte es sich aber auch um eine vorchristliche Hünenburg gehandelt haben. Von ihr zeugen nur noch vage Ansätze von Schutzwällen.
Im Zuge der Christianisierung wurde 714 von Bonifatius, dem „Apostel der Deutschen“, die Stätte entweiht und die Anwohner zwangsbekehrt. Anstelle der Götzendarstellungen trat die Marienkapelle „Unser lieben Frauen“, die vermutlich 878 vom König Ludwig III. errichtet wurde und von der der Frauenberg seinen Namen hat.
Auf dem Frauenberg fanden sich reich ausgestattete fränkische Adelsgräber.
Im Jahr 989 gründete der Mainzer Erzbischof Willigis in Jechaburg ein Benediktinerkloster. Nach Einwilligung des Papstes wurde dieses 1004 zum Chorherrenstift St. Peter und Paul erhoben. In seiner Blütezeit als Erzpriestertum hatte es elf Dekanate, 1000 Kirchen, Kapellen und Klöster unter sich.
Im 14. Jahrhundert wurde in Jechaburg eine dreischiffige Stiftskirche mit zehn bis dreizehn Altären errichtet. Der Wormser Bischof Eberwin I. von Cronberg († 1303) war 1299, bei seiner Wahl, hier Stiftspropst. Ab dem 15. Jahrhundert kam es auf Grund kirchlicher Missstände zu einer Entfremdung der Bevölkerung von der Kirche. Die Konsequenz dabei war das Schwinden des Ansehens und der Macht des Archidiakonats Jechaburg. Am 30. April 1525 wütete im Zuge des Bauernkrieges ein aufgebrachter Mob von Bauern und Bürgern aus Sondershausen und Umgebung unter Führung Klaus Haske in Jechaburg. Sie drangen in die Propstei ein und hinterließen Chaos und Verwüstung. Dabei fielen der Plünderung und Zerstörung unschätzbare, für die Nachwelt wertvolle kulturhistorische Zeugnisse, darunter unersetzliche Dokumente, zum Opfer.
Die Ludowinger waren zeitweilig Vögte des Chorherrenstifts Jechaburg. Mit dieser Vogtei bauten sie den Einfluss im nordthüringischen Raum aus.
Im Jahre 1552 wurde das Dekanat unter Graf Günther XL. von Schwarzburg evangelisch.
Der letzte Propst des Jechaburger Archidiakonats war Graf Johann Günther (1532–1586) aus dem Hause der Schwarzburger. Er war auch der Begründer der späteren Fürstenlinie Schwarzburg-Sondershausen.
Im Jahre 1572 oder 1592 wurde das Stift säkularisiert, d. h. ein Teil der Einkünfte wurde zur Besoldung von Lehrern und Geistlichen verwendet, die meisten Ländereien mit den Vorwerken von Stockhausen und Sondershausen vereint.
Von dem ausgedehnten Domherrenstift zeugen heute nicht einmal mehr Ruinen. Die Stiftskirche verfiel allmählich, sodass die Steine rücksichtslos als Baumaterial für Häuser in Jechaburg und Sondershausen dienten. An der heute noch erhaltenen Ecke des alten Stiftturmes baute man 1726 die jetzige kleine Dorfkirche unter Fürst Günther I. von Schwarzburg-Sondershausen, die noch bis Ende des 19. Jahrhunderts Mutterkirche von Bebra und Stockhausen war. Sie trägt eine Gedenktafel an Albrecht von Halberstadt. Dieser war ein berühmtes Mitglied des Stifts, der sich auch als Minnesänger einen Namen machte und 40 Jahre hier verbrachte. Er gilt als ältester Dichter des Wippertales und als Übersetzer hier die „Metamorphosen des Ovid“ aus dem Lateinischen ins Mittelhochdeutsche. Durch zahlreiche ähnliche Übersetzungen trug er sehr zur Entwicklung der deutschen Sprache bei. 
1873 leitete Thilo Irmisch eine Ausgrabung auf dem Frauenberg zur Erforschung der Baugeschichte des ehemaligen Klosters Jechaburg. 
Bis 1918 gehörte der Ort zur Unterherrschaft des Fürstentums Schwarzburg-Sondershausen. Am 1. Juli 1950 wurde Jechaburg endgültig nach Sondershausen eingemeindet.

## Sehenswürdigkeiten
- Eine über 500 Jahre alte Linde, die sich gegenüber der heutigen St.-Petri-Kirche befindet ist ein Naturdenkmal.
- Vereinshaus, Fachwerkbau, vermutlich um 1650 erbaut

## Persönlichkeiten
- Günther Pöschel (* 1933), der  Konteradmiral der Volksmarine, langjähriger Kommandeur der Sektion Seestreitkräfte an der Militärakademie Friedrich Engels der NVA in Dresden und außerordentlicher Professor wurde in dem heutigen Ortsteil der Stadt Sondershausen geboren